# Itatar
Itatar (nep. इटाटार) – gaun wikas samiti we wschodniej części Nepalu w strefie Sagarmatha w dystrykcie Siraha. Według nepalskiego spisu powszechnego z 2001 roku liczył on 688 gospodarstw domowych i 4174 mieszkańców (2033 kobiet i 2141 mężczyzn).